# Rhopalosomatidae

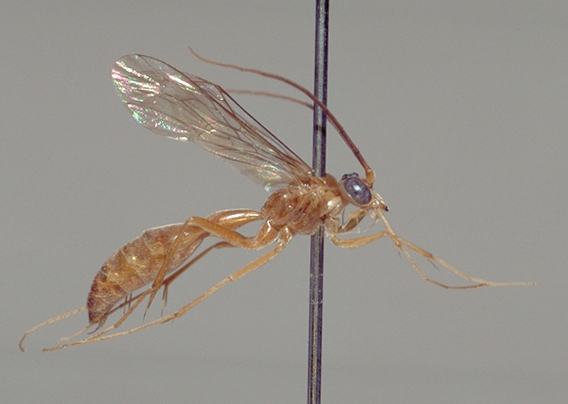
Rhopalosoma sp.

Rhopalosomatidae – rodzina błonkówek z infrarzędu żądłówek i nadrodziny os.

## Opis
Większość ma wierzchołki dwóch lub więcej członów biczyka czułków opatrzonych kolcami. Wierzchołek tylno-boczny przedplecza z przodu teguli słabo ścięty, a krawędź tylno-grzbietowa słabo lub głęboko wklęśnięta. Zwykle obie płcie w pełni uskrzydlone, rzadziej obie krótko- lub bezskrzydłe. Z wyjątkiem rejonu pterostygmy, żyłka kostalna i subkostalna zlane, przez co komórka kostalna w zasadzie zanika. Środkowa i tylna para odnóży o biodrach przylegających. Ku biodrom środkowym zbiegają się małe, blaszkowate wyrostki śródpiersia. Golenie odnóży tylnych z kolcem zmodyfikowanym w calcar. Metasoma siedząca lub szypułkowata. Sterna pierwsze i drugie metasomy oddzielone delikatnym przewężeniem. Hypopygium samca w całości widoczne.

## Biologia i rozmieszczenie
Przedstawiciele rodziny są w stadium larwalnym ektopasożytami niedorosłych stadiów świerszczowatych. Samica umieszcza jaja za biodrami ofiary. Larwa rośnie odżywiając się odwłokiem gospodarza.
Rodzina szeroko rozprzestrzeniona, głównie tropikalna, nieznana z Palearktyki

## Systematyka
Opisano 68 współcześnie żyjących gatunków oraz 3 rodzaje wymarłe. Należą tu:
- Liosphex Townes
- Paniscomima Enderlein
- Rhopalosoma Cresson
- Olixon Cresson
- †Mesorhopalosoma Darling
- †Propalosoma Dlussky et Ranitsyn
- †Eorhopalosoma Engel